# Sushma Seth
Sushma Seth (Delhi, 20 de junio de 1936) es una actriz india de cine, teatro y televisión.

## Biografía
Seth inició su carrera en la década de 1950 y fue miembro fundadora del grupo teatral Yatrik, con sede en Delhi. Su primera película fue Junoon de 1978. Se hizo muy conocida en su país por interpretar papeles de madres y abuelas en películas y series de televisión, y especialmente por su papel como Dadi en la popular telenovela Hum Log (1984–1985). Durante su carrera trabajó con notables cineastas como Dev Raj Ankur, Ram Gopal Bajaj, Manish Joshi Bismil y Chander Shekhar Sharma.
Es madre de la también actriz Divya Seth.